# Молибдаты
Молибдаты — группа химических соединений, в узком значении соли молибденовой кислоты с общей формулой MeMoO4, где Me — металл, в широком значении — соединение, содержащее оксоанион с молибденом в его самой высокой степени окисления 6 любых молибденовых кислот.

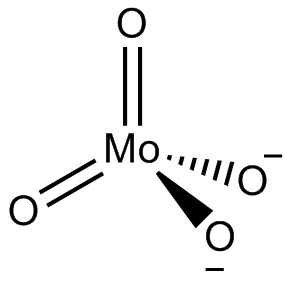
Структура молибдата

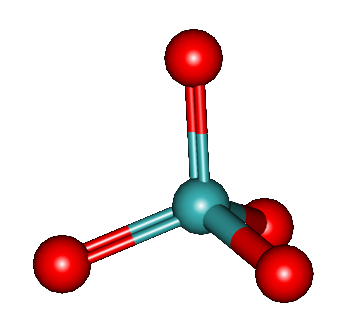
3D модель иона молибдата

Разновидности: мономолибдаты, мезомолибдаты, ортомолибдаты, полимолибдаты, пероксомолибдаты, тетратиомолибдаты.

## В природе
Молибдаты образуют обширную группу минералов.

## Примеры
- Димолибдат натрия
- Декакарбонилдимолибдат натрия
- Молибдат марганца
- Октацианомолибдат(IV) калия
- Молибдат висмута-калия
- Молибдат кобальта(II)
- Молибдат лантана
- Молибдат лантана-калия
- Молибдат лютеция
- Молибдат меди(II)
- Молибдат неодима
- Молибдат никеля(II)
- Молибдат празеодима
- Молибдат рубидия
- Тримолибдат натрия
- Тетрамолибдат натрия
- Октамолибдат натрия
- Декамолибдат натрия